# 안해숙
안해숙(安海淑, 1957년 6월 29일 ~ )은 대한민국의 배우이다. 1978년 KBS 《모란꽃》으로 데뷔하였다.

## 출연작

### 드라마
- 1978년 10월 9일 ~ 1979년 2월 2일 《모란꽃》
- 1980년 10월 21일 ~ 2002년 12월 29일 《전원일기》
- 1983년 5월 16일 ~ 1983년 8월 26일 KBS 《큰딸》
- 1984년 7월 22일 ~ 1984년 12월 30일 KBS 《봉선화》
- 1987년 3월 2일 ~ 1987년 4월 3일 KBS TV소설《사랑》
- 1989년 6월 28일 ~ 1989년 9월 7일 KBS 《무풍지대》
- 1989년 8월 13일 ~ 1989년 8월 14일 KBS 《영주의 증명》
- 1991년 1월 6일 ~ 1991년 4월 14일 MBC 《동요나라》
- 1993년 6월 23일 KBS 《떠도는 혼》
- 1993년 10월 1일 KBS 《마천마을 사람들》
- 1993년 MBC 《전원일기》 - 미주 역 (단역)
- 1993년 KBS 《다큐멘터리 극장》 육영수 역
- 1994년 9월 3일~1995년 4월 30일 kbs《딸부잣집》
- 1995년 2월 20일 ~ 1995년 9월 26일 SBS 《장희빈》 - 박태보의 부인 역
- 1997년 1월 6일 ~ 1997년 1월 7일 MBC 《황금깃털》
- 1997년 10월 11일 ~ 1998년 3월 29일 KBS 《아씨》 - 아씨의 친정어머니 역
- 1997년 11월 24일 KBS 《아버지와 아들》
- 1998년 3월 30일 ~ 1998년 6월 2일 KBS 《거짓말》 - 유란 역
- 1998년 4월 16일 ~ 1998년 4월 17일 SBS 《순풍 산부인과》 - 오지명의 첫사랑 상희 역
- 1999년 9월 27일 ~ 2000년 4월 15일 KBS 《TV소설 누나의 겨울》
- 2000년 4월 1일 ~ 2002년 2월 24일 KBS 《태조 왕건》 - 경애왕의 정비 역
- 2000년 4월 22일 ~ 2000년 12월 31일 SBS 《덕이》
- 2000년 5월 1일 ~ 2000년 7월 21일 KBS 《소설 목민심서》
- 2000년 10월 18일 ~ 2001년 4월 12일 KBS 《천둥소리》
- 2001년 5월 2일 KBS 가정의 달 특집 드라마 《꿈꾸는 가족》
- 2002년 3월 2일 ~ 2003년 1월 26일 KBS 《제국의 아침》 - 신정왕후 역
- 2005년 5월 8일 ~ 2009년 12월 30일 SBS 《TV문학관》 - 한씨부인 역
- 2005년 8월 29일 ~ 2005년 11월 1일 MBC 《비밀남녀》 - 송 여사 역
- 2006년 10월 11일 ~ 2006년 12월 28일 KBS 《황진이》 - 차씨 역
- 2007년 4월 30일 ~ 2007년 11월 9일 KBS TV소설《그대의 풍경》 - 동혁 엄마 역
- 2008년 1월 5일 ~ 2008년 11월 16일 KBS 대하드라마 《대왕세종》 - 소헌황후 어머니 역
- 2008년 8월 26일 ~ 2009년 3월 10일 MBC 《에덴의 동쪽》
- 2009년 1월 3일 ~ 2009년 9월 27일 KBS 《천추태후》 - 윤 상궁 역
- 2010년 1월 2일 ~ 2010년 2월 21일 KBS 《명가》 - 동량처 역
- 2011년 5월 16일 ~ 2010년 11월 9일 SBS 《당신이 잠든 사이》 - 이혜자 역
- 2011년 12월 8일 ~ 2011년 12월 8일 KBS 《사랑방 손님과 어머니》 - 은옥 역
- 2013년 10월 2일 MBC 《햇빛 노인정의 기막힌 장례식》 - 박 여사 역
- 2014년 7월 18일, 2014년 8월 22일 tvN 《연애 말고 결혼》 - 학교 이사장 부인 역 (특별출연)

### 영화
- 1985년 4월 5일 《오싱》
- 1991년 8월 3일 《열일곱살의 쿠테타》
- 1993년 1월 22일 《첫사랑》 영신엄마 역
- 1996년 1월 20일 《내일로 흐르는 강》 명희엄마 역
- 1999년 3월 20일 《산전수전》 엄마 역
- 2004년 1월 30일 《그녀를 모르면 간첩》 역:고봉엄마 역
- 2005년 4월 15일 《역전의 명수》 순희모 역